# Amparo (Paraíba)
Amparo è un comune del Brasile nello Stato del Paraíba, parte della mesoregione di Borborema e della microregione del Cariri Ocidental.